# Centre de recuperació de fauna
Un centre de recuperació de fauna o centre de fauna és un lloc on s'atenen animals silvestres ferits, malalts o orfes per tal de tractar-los, rehabilitar-los i alliberar-los a la natura.

## Història
El concepte té el seu origen en una conducta antiga de moltes persones que recollien animals ferits i els cuidaven a casa fins a poder assegurar la seva tornada a la natura. Això no obstant, els primers centres de recuperació no apareixen fins als anys 1980 a la península Ibèrica, promoguts per grups conservacionistes.

## Funcions
El principal objectiu és proporcionar menjar, allotjament i atenció mèdica als animals salvatges per tornar-los a la natura. Bona part dels ingressos als centres de fauna són conseqüència de l'activitat humana, de manera directa o indirecta. Les causes principals són els accidents de trànsit i col·lisions, intoxicacions (esquers enverinats, abocaments), col·lisions amb línies elèctriques,trets i trampes. A més, les tasques que desenvolupen aquests centres abasta altres feines:
- Control d'espècies invasores

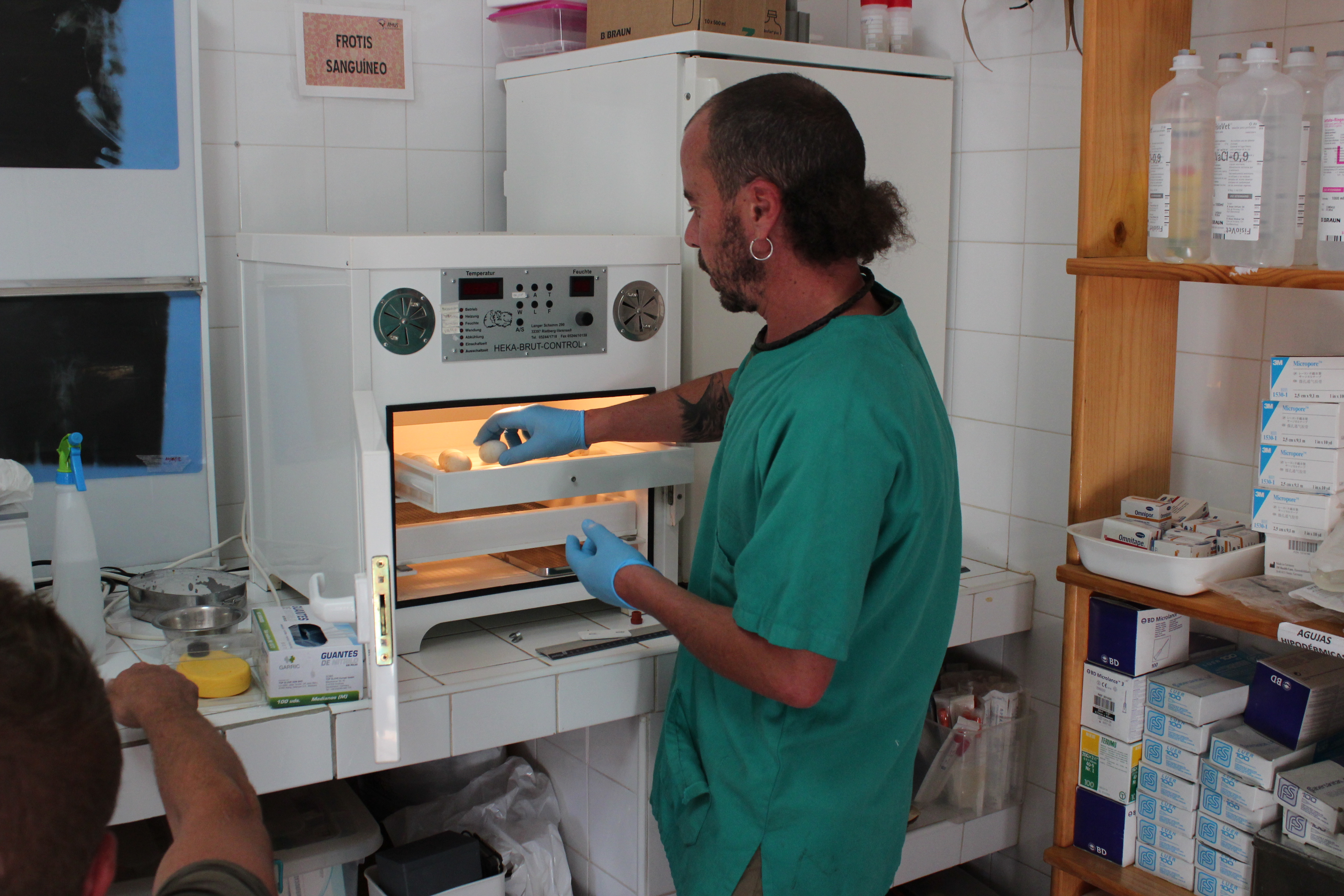
Incubadora d'una àrea de neonatologia d'un centre de fauna

- Educació ambiental i sensibilització social
- Participació en programes de cria en captivitat i de conservació ex situ
- Reproducció i reintroducció d'espècies amenaçades o en perill d'extinció
- Ajuda en la lluita contra activitats il·legals, donant sortida als animals decomissats (tractament i posterior retorn al medi natural)
- Tasques pericials i forenses

## Ingrés i tractament als centres de fauna
La rehabilitació comença quan l'animal és trobat i s'avisa a una autoritat competent o centre col·laborador perquè el traslladi a un centre de fauna o s'avisa directament al personal d'un centre. L'animal és examinat per valorar la seva situació i les possibilitats d'èxit de la rehabilitació.
Si es decideix que pot recuperar-se per ser retornat a la natura, l'animal rebrà el tractament veterinari pertinent complementat amb l'ús de fàrmacs, mètodes diagnòstics (anàlisis de laboratori i tècniques d'imatge) o cirurgia. Quan no és possible aconseguir la total recuperació, s'avalua el valor genètic de l'individu per entrar en programes de cria en captivitat i les seves possibilitats de cara a incloure'l en les activitats d'educació ambiental amb els visitants del centre.

En tot moment es té en compte la qualitat de vida que s'ofereix a l'animal i el patiment que li suposen les lesions que presenta, podent-se optar per eutanasiar aquells exemplars que no compleixin les condicions fixades en el protocol del centre.

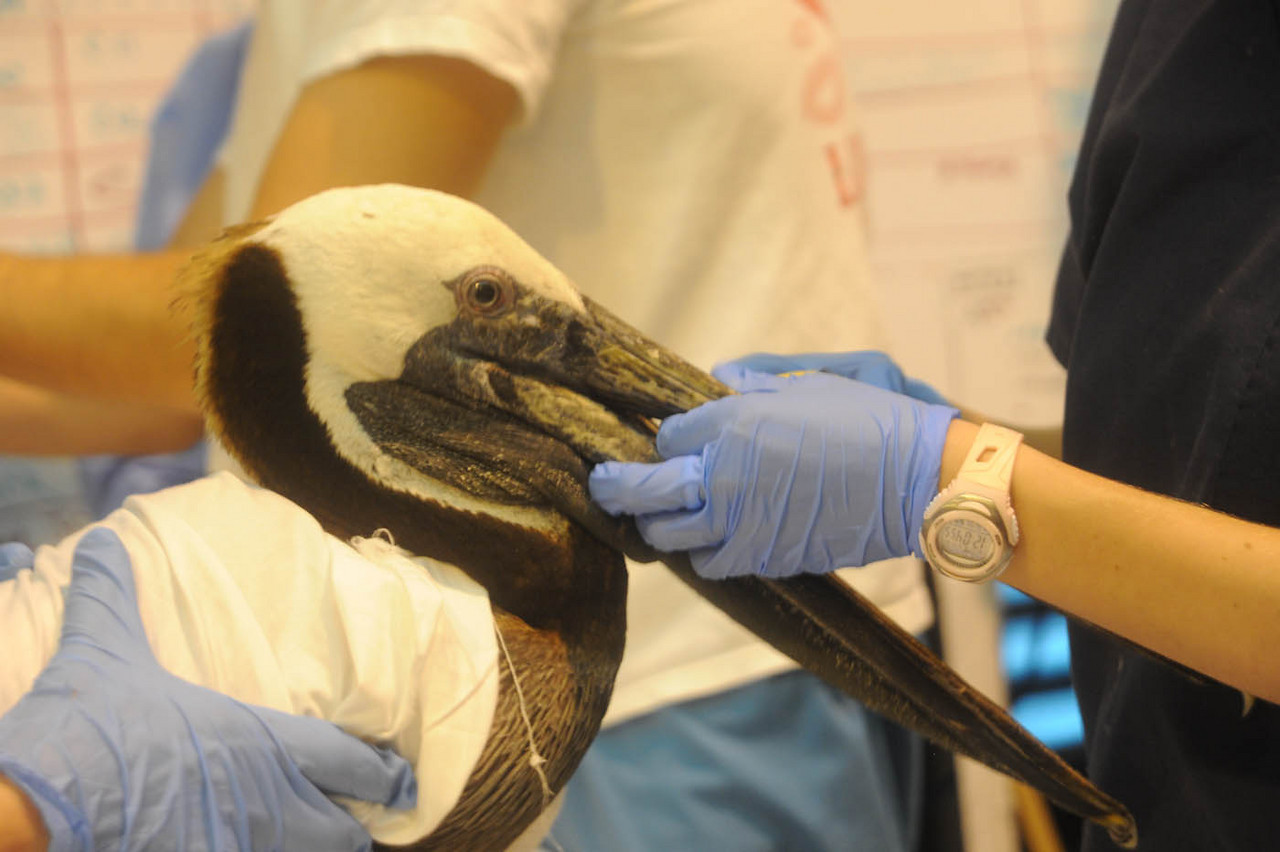
neteja i preparació per a l'alliberament

El retorn a la natura de la fauna recuperada acostuma a coincidir amb l'organització d'activitats educatives per sensibilitzar la població. Les tasques de rehabilitació dels animals ferits acaben, generalment, amb un seguiment de l'animal alliberat per controlar l'eficàcia del tractament i l'adaptació de l'èxemplar al medi natural.

## Formació i voluntariat
Els centres de fauna són punts de voluntariat i formadors en pràctiques relacionades amb la conservació de la natura (principalment alumnat de cicles formatius i de universitats).
Així mateix, es pot col·laborar amb els centres de fauna fem voluntariat, de manera que la ciutadania amb ganes de col·laborar, pugui fer-ho. Aquests voluntaris ajudaran els treballadors dels centre en diferents tasques: preparació i alimentació dels animals, neteja d'instal·lacions, tractament d'exemplars, arxiu de dades, etc. per tal que el voluntaritat conegui i pugui realitzar les diferents tasques que es porten a terme al centre amb la finalitat que, amb el temps, pugui adquirir un bon coneixement de tot el que representa la recuperació de la fauna. Atès que es tracta de centres hospitalaris, que les feines dels voluntaris han de ser supervisades per algun treballador del centre i que es treballa amb animals salvatges que s'estressen amb facilitat, el nombre de voluntaris presents al centre de forma simultània pot ser limitat.

## Legislació
En la majoria de països d'Europa i Amèrica, està prohibida la tinença i possessió de fauna salvatge sense el corresponent permís. Vulnerar aquesta norma no només posa en perill la salut i el benestar de l'animal, sinó que és un risc per a la salut de la pròpia persona, la de la seva família o la de les seves mascotes, i fins i tot pot ser considerat un risc per a la salut pública. A més del dany físic que pot provocar un animal salvatge, pot també contagiar múltiples malalties relativament controlades en la nostra societat, com la tuberculosi o la ràbia.

## Servei públic
Des que els centres van passar a estar directament o indirectament sota el control governamental, s'han convertit en llocs als quals la gent pot acudir en cas de problemes relacionats amb la fauna silvestre.